# Happier (canção de Ed Sheeran)
"Happier" é uma canção do cantor e compositor britânico Ed Sheeran presente em seu terceiro álbum de estúdio, ÷ (2017).  Após o lançamento do álbum, ele ficou em 6º lugar na UK Singles Chart. Foi lançado na Itália em 27 de abril de 2018 como o quinto single do álbum.
O videoclipe oficial de "Happier", dirigido por Emil Nava, foi lançado na conta do YouTube de Ed Sheeran em 27 de abril de 2018.

## Composição
A canção foi escrita por Sheeran com Ryan Tedder e Benny Blanco. De acordo com Sheeran, o tema da música é sobre relembrar um relacionamento prematuro e, apesar de estar inicialmente irritado e amargurado com a separação, mais tarde perceber que seu primeiro amor foi mais feliz com outra pessoa. Ele disse: "Eu me lembro da primeira garota com quem estive, que o primeiro e a maior parte do segundo álbum era sobre, que eu estava na escola. E eu lembro do cara com quem ela estava, conhecê-lo um dia foi muito mais adequado para ela do que eu já fui, vendo-os juntos, nunca parecíamos assim, nunca éramos esse casal, nunca éramos tão felizes assim, era ter um momento de epifania e escrever uma música que era basicamente aquilo."

## Recepção da crítica
Taylor Weatherby, da Billboard, descreveu-a como a "faixa mais comovente" e "talvez uma das canções mais bonitas" do álbum. Ela notou a semelhança melódica da música com as canções de 2014 de Sam Smith, "Stay with Me" e "Like I Can".

## Desempenho nas tabelas musicais
| Tabelas musicais (2017–18)                | Melhor posição |
| ----------------------------------------- | -------------- |
| Alemanha (Offizielle Deutsche Charts)     | 16             |
| Austrália (ARIA)                          | 16             |
| Áustria (Ö3 Austria Top 75)               | 20             |
| Bélgica (Ultratop 50 da Valônia)          | 8              |
| Bélgica (Ultratop 50 de Flandres)         | 17             |
| Canadá (Billboard AC)                     | 27             |
| Canadá (Canadian Hot 100)                 | 22             |
| Dinamarca (Tracklisten)                   | 11             |
| Eslováquia (Singles Digitál Top 100)      | 11             |
| Espanha (PROMUSICAE)                      | 43             |
| Estados Unidos (Billboard Hot 100)        | 59             |
| França (SNEP)                             | 73             |
| Hungria (Stream Top 40)                   | 20             |
| Irlanda (IRMA)                            | 5              |
| Itália (FIMI)                             | 31             |
| Noruega (VG-lista)                        | 22             |
| Países Baixos (Dutch Top 40)              | 11             |
| Países Baixos (Single Top 100)            | 11             |
| Polónia (Polish Airplay Top 100)          | 6              |
| Reino Unido (UK Singles Chart)            | 6              |
| República Checa (Singles Digitál Top 100) | 10             |
| Suécia (Sverigetopplistan)                | 9              |
| Suíça (Schweizer Hitparade)               | 22             |
| Spotify Charts (Spotify)                  | 10             |

## Certificações
| País (Empresa)             | Certificação | Vendas  |
| -------------------------- | ------------ | ------- |
| Alemanha (BVMI)            | Ouro         | 200.000 |
| Austrália (ARIA)           | 2× Platina   | 140.000 |
| Canadá (Music Canada)      | 2× Platina   | 160.000 |
| Dinamarca (IFPI Dinamarca) | Platina      | 90.000  |
| Estados Unidos (RIAA)      | Ouro         | 500.000 |
| França (SNEP)              | Ouro         | 70.000  |
| Itália (FIMI)              | Ouro         | 25.000  |
| Nova Zelândia (RMNZ)       | Platina      | 30.000  |
| Reino Unido (BPI)          | Platina      | 600.000 |
| Suécia (GLF)               | Platina      | 40.000  |
| Suíça (IFPI Switzerland)   | Platina      | 30.000  |